# C14H22N2O2
化学式C14H22N2O2的化合物（摩尔质量：250.342 g/mol）可以指：
- 利凡斯的明，CAS号：123441-03-2
- 金刚烷-1,3-二乙酰胺，CAS号：56432-73-6
- 丙培他胺，CAS号：730-07-4
- 2-氰基-7-氮杂螺[3.5]壬烷-7-甲酸叔丁酯，CAS号：203662-66-2
- 3-羟基利多卡因，CAS号：34604-55-2
- 2C-PYR，CAS号：910381-23-6

|  | 这个同类索引页列出了具有相同分子式的化学物（即同分異構體）条目。 除非您是有意链接至本页，否则应将相应条目的内部链接指向正确的条目。 |